# Таліновка
Талі́новка (рос. Талиновка) — присілок у складі Парабельського району Томської області, Росія. Входить до складу Наримського сільського поселення.

## Населення
Населення — 136 осіб (2010; 156 у 2002).
Національний склад (станом на 2002 рік):
- росіяни — 70 %